# Moru-Madi jezici
Moru-madi jezici, ogranak istočnih centralnosudanskih jezika iz Demokratska Republika Kongo, Sudan i Uganda. sastoji se od tri podskupine s ukupno (10) jezika, to su: 
a). Centralni (6): aringa, avokaya, keliko, logo, lugbara, omi;
b). sjeverni/Northern (1):  moru;
c). Južni/Southern (3): južni ma'di, ma'di, Olu’bo

## Vanjske poveznice
- Ethnologue (14th)
- Ethnologue (15th)